# Grande Recife Consórcio de Transporte
A Grande Recife Consórcio de Transportes Metropolitano é a empresa responsável pelo gerenciamento do transporte por ônibus na Região Metropolitana de Recife. Foi criada a partir da Empresa Metropolitana de Transportes Urbanos de Recife (EMTU). Gerencia atualmente a operação de treze empresas de ônibus, que ofertam serviço em toda a região metropolitana do Recife. São quase 3 mil ônibus em 394 linhas, realizando aproximadamente 26 mil viagens diárias, acarretando em 2 milhões de passageiros transportados por dia.
A EMTU/Recife foi criada pela lei estadual número 7 832, em 6 de abril de 1979, com o objetivo de estruturar, gerenciar e fiscalizar o sistema de transporte metropolitano, efetivamente, em 1980, com uma equipe de oitenta funcionários. Após a extinção da EMTU, foi criado formalmente no dia 8 de setembro de 2008, o Grande Recife Consórcio de Transporte Metropolitano, que foi a primeira experiência de consórcio no setor de transporte de passageiros em todo o país[carece de fontes?].
A intenção das integrações temporais é para os usuários do Recife, começarem a utilizarem mais o cartão VEM e propagar o uso grátis no sentido ônibus-metrô (vice-versa), antes de bater o limite de 2 horas.

## Tarifas
O reajuste das tarifas, bem como outras medidas tomadas pelo Consórcio, são definidas a partir de reunião do Conselho Superior de Transporte Metropolitano (CSTM), que reúne representantes do Governo do Estado, Prefeitura do Recife, Câmara de Vereadores, entidades estudantis e movimento em defesa dos usuários.
Em 13 de fevereiro de 2022, as tarifas foram alteradas, trazendo o valor de R$ 4,10 para o Anel A e R$ 5,60 para o Anel B, trazendo como novidade a redução das passagens fora dos horários de pico, chamada de “Tarifa Social”, valendo das 9h às 11h e das 13h30 às 15h30 somente para quem utiliza o VEM Comum.
No dia 22 de fevereiro de 2024, após 2 anos do último reajuste, o Conselho Superior de Transporte Metropolitano (CSTM) aprovou a proposta do Governo do Estado, que extinguia o Anel B, tornando o valor de R$ 4,10, até então do Anel A, em tarifa única para as linhas metropolitanas da Região Metropolitana do Recife, exceto as linhas do Anel G e Opcionais. A proposta entrou em vigor no dia 03 de março de 2024. 
| Anel | Valor Total | Tarifa Social | Estudante |
| --- | ----------- | ------------- | --------- |
| A (única) | R$ 4,10     | R$ 3,10       | R$ 2,05   |
| G | R$ 2,70     |               |           |
| Setúbal (Opcional)                                                                                                   | R$ 5,15     |               |           |
| Linhas Opcionais: Piedade, Candeias, Gaibu/Barra de Jangada (Via Paiva), UR-02/Ibura, UR-11, Marcos Freire e Curados | R$ 7,70     |               |           |
| Recife/Porto de Galinhas (Sem ar condicionado)                                                                       | R$ 13,70    |               |           |
| Recife/Porto de Galinhas (Opcional)                                                                                  | R$ 20,05    |               |           |

### Integração temporal
Desde 2017, o Grande Recife Consórcio tem implantado o sistema de integração temporal, que consiste no embarque em ônibus ou no metrô no período de até 2 horas com apenas uma cobrança de tarifa, desde que utilizando o Vale Eletrônico Metropolitano (VEM). A modalidade visa diminuir a evasão de receita causada pelo ingresso de usuários sem pagar passagem, sendo também uma forma de consolidar o uso do cartão VEM, substituindo gradativamente a circulação de dinheiro nos ônibus e a necessidade dos cobradores. A medida tem enfrentado protestos dos usuários e do Sindicato dos Rodoviários do Recife e Região Metropolitana, devido à demissão em massa de funcionários das empresas e à dupla função exercida pelos motoristas em muitas linhas de ônibus, que ainda contam com usuários pagantes de passagem em dinheiro.
Lista de terminais que possuem a integração temporal parcialmente ou totalmente: 
| Nome              | Localização (bairro)    | Porcentagem de adesão a integração temporal (valor aprox. em %) |
| ----------------- | ----------------------- | --------------------------------------------------------------- |
| TI Abreu e Lima   | Abreu e Lima            | 100%                                                            |
| TI Aeroporto      | Boa Viagem (Recife)     | 100%                                                            |
| TI Afogados       | Afogados                | 100%                                                            |
| TI Camaragibe     | Camaragibe              | 100%                                                            |
| TI Cabo           | Cabo de Santo Agostinho | 100%                                                            |
| TI Caxangá        | Caxangá                 | 100%                                                            |
| TI CDU            | Caxangá                 | 100%                                                            |
| TI Cajueiro Seco  | Prazeres                | 100%                                                            |
| TI Igarassu       | Igarassu                | 100%                                                            |
| TI Cavaleiro      | Cavaleiro               | 100%                                                            |
| TI Cosme e Damião | Camaragibe              | 100%                                                            |
| TI Getúlio Vargas | Caxangá                 | 100%                                                            |
| TI Jaboatão       | Jaboatão dos Guararapes | 100%                                                            |
| TI Largo da Paz   | Afogados                | 100%                                                            |
| TI Macaxeira      | Macaxeira               | 100%                                                            |
| TI PE-15          | Ouro Preto              | 100%                                                            |
| TI Prazeres       | Prazeres                | 100%                                                            |
| TI Recife         | Recife                  | 100%                                                            |
| TI Rio Doce       | Rio Doce                | 100%                                                            |
| TI Santa Luzia    | Estação                 | 100%                                                            |
| TI Tancredo Neves | Imbiribeira             | 100%                                                            |
| TI TIP            | Várzea (Recife)         | 100%                                                            |
| TI Xambá          | São Benedito            | 100%                                                            |

Desde o dia 28 de maio de 2022, 4 linhas do TI Macaxeira na integração se tornaram temporal. São as linhas:
1. 902 – Mirueira/Macaxeira
2. 948 – Arthur Lundgren II/Macaxeira
3. 601 – Bola na Rede/Macaxeira
4. 604 – Alto Burity/Macaxeira

Desde 31 de dezembro de 2022, a Estação Joana Bezerra, na zona norte do Recife passou a operar com a integração no sentido ônibus-metrô. Os passageiros que entraram no terminal a partir de qualquer linha que faz parte, ao entrar na estação do metrô deverá aproximar o cartão VEM para poder seguir o acesso a plataforma do metrô.
A integração estava pra ser começada no dia 24 de dezembro, mas foi adiada por problemas técnicos.

## Sistema Estrutural Integrado (SEI)

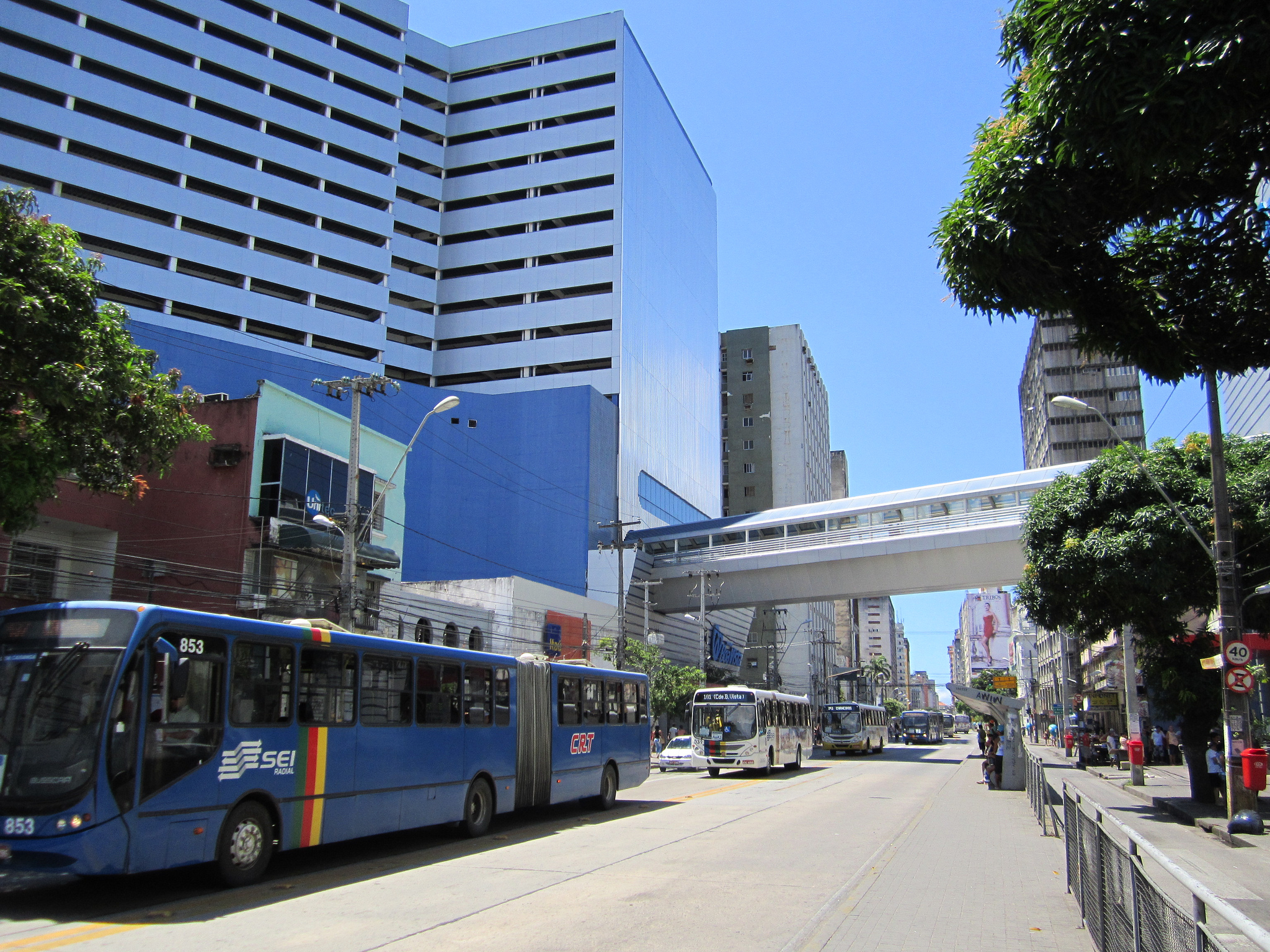
Ônibus diversos transitando pela Av. Conde da Boa Vista, com destaque para o articulado do SEI Radial

Segundo o site do Grande Recife, "o SEI é voltado para o transporte de massa e apresenta uma configuração espacial constituída por eixos Radiais e Perimetrais. No cruzamento destes dois eixos, ficam situados os Terminais de Integração que permitem ao usuário a troca de linha sem pagar nova tarifa." O SEI é responsável pela integração ônibus-ônibus e ônibus-metrô por toda a RMR, em que cada linha de ônibus possui sua cor correspondente, fazendo alusão as cores da bandeira de Pernambuco.

#### Tipos de linhas
- Linhas Radiais: operadas por ônibus de cor azul, realizam o trajeto terminal-Centro do Recife. Ex.: 645-TI Macaxeira/Av. Norte.
- Linhas Perimetrais: de coloração vermelha, os ônibus das linhas perimetrais realizam o percurso terminal-terminal, passando por vias perimetrais. Entretanto, algumas linhas configuram-se como exceção, como as 050-PE-15 e 080-TI Joana Bezerra, que têm como destino final o bairro de Boa Viagem e são operadas por ônibus vermelhos da Borborema. Ex.: 207-TI Barro/TI Macaxeira (BR-101).
- Linhas Alimentadoras: Como o próprio nome já diz, são linhas operadas por ônibus de cor amarela, as quais levam os usuários de um bairro até o terminal mais próximo, alimentando-o a outras linhas de ônibus e/ou o metrô. Ex.: 138-Zumbi do Pacheco/TI Tancredo Neves.
- Linhas Interterminais: Operadas por ônibus de cor verde, realizam a conexão entre os terminais por meio de vias locais, beneficiando também os passageiros presentes ao longo do trajeto. Ex.: 139-TI Cabo/TI Cajueiro Seco.
- Linhas Circulares: Diferentemente de outras cidades, as linhas circulares no Grande Recife possuem trajeto relativamente pequeno. Operadas por ônibus de cor branca, saem do terminal e circulam por áreas importantes em seu entorno. Em 2020, este tipo de linha ganhou uma variante, visto que as linhas da Zona Norte do Recife como a 721-Água Fria, ao serem encurtadas até determinado ponto e não irem mais até o Centro, também foram chamadas de "Circular". Ex.: 520-TI Macaxeira/Parnamirim

*As demais linhas que saem de um bairro em direção ao Centro e as que não se encaixam em nenhum destes pontos, utilizavam anteriormente a pintura de sua empresa. Atualmente, o padrão em voga é a pintura dos consórcios, em que cada cor representa um lote.
*Com o passar dos anos, o sistema de cores foi perdendo sua utilização, visto que, quando toda a frota está padronizada, é possível a rotatividade de carros entre as linhas sem nenhum compromisso; a pintura padrão dos consórcios foi adotada nas sucessivas compras de veículos realizadas pelas empresas. Ainda assim, empresas como a Mobibrasil e Mirim seguiram mantendo as cores do SEI nas suas aquisições recentes.